# Shields (Michigan)
Shields is een plaats (census-designated place) in de Amerikaanse staat Michigan en valt bestuurlijk gezien onder Saginaw County.

## Demografie
Bij de volkstelling in 2000 werd het aantal inwoners vastgesteld op 6590.

## Geografie
Volgens het United States Census Bureau beslaat de plaats een oppervlakte van
17,1 km², waarvan 16,9 km² land en 0,2 km² water. Shields ligt op ongeveer 182 m boven zeeniveau.

## Plaatsen in de nabije omgeving
De onderstaande figuur toont nabijgelegen plaatsen in een straal van 16 km rond Shields.